# Rødby Kommune
| Strukturdaten       | Strukturdaten   |
| ------------------- | --------------- |
| Sitz der Verwaltung | Rødby           |
| Fläche              | 120,37 km²      |
| Einwohner           | 6.511 (2006)    |
| Kommune seit 2007   | Lolland Kommune |

Rødby Kommune war bis Dezember 2006 eine dänische Kommune im damaligen Storstrøms Amt. Seit Januar 2007 wurde sie mit den Gemeinden Holeby, Højreby, Maribo, Nakskov, Rudbjerg und Ravnsborg zur Lolland Kommune zusammengeschlossen.